# CrashPlan
CrashPlan ist eine Datensicherungssoftware, die es Anwendern erlaubt, Daten sowohl lokal als auch online beispielsweise zu Bekannten oder auf das kostenpflichtige CrashPlan Central zu sichern. CrashPlan gab es in einer Gratisversion für den persönlichen Gebrauch und in einer kommerziellen Version namens CrashPlan+ für den persönlichen und Unternehmenseinsatz. Die Gratisversion „CrashPlan for Home“ wurde im Oktober 2018 eingestellt.

## Funktionsweise
CrashPlan ist eine in Java geschriebene Datensicherungssoftware für Windows-PCs, Macs, Linux und Solaris. Es ermöglicht eine plattformunabhängige Sicherung von Daten beispielsweise von einem Windows-PC auf einen Linux-Rechner.
Die Software ermöglicht die Sicherung beliebiger, auch gerade geöffneter Daten und Programme auf sowohl lokale bzw. im LAN erreichbare Laufwerke, als auch auf entfernte, über das Internet erreichbare Speicherfreigaben. Letztere können sich beispielsweise auf einem Rechner eines Bekannten befinden oder gegen Gebühr beim Hersteller von CrashPlan.
Die Sicherung erfolgt mittels Deduplikation inkrementell und versioniert, d. h. nur geänderte Daten werden übertragen und Änderungen werden versioniert aufgehoben. Beispielsweise ist es somit möglich, Daten in dem Zustand wiederherzustellen, in dem diese vor einem Jahr gewesen sind.
Das Datenvolumen kann bei kostenpflichtigen Accounts unbegrenzt hoch sein. Es wird weder eine Einschränkung in der Dateigröße noch im Datenvolumen oder in der Bandbreite vorgenommen und nach eigenen Aussagen in den FAQ soll es auch auf absehbare Zeit so bleiben.
Dateien werden verschlüsselt übertragen und gespeichert. Standardmäßig verwendet CrashPlan dazu 128-Bit-Blowfish-Verschlüsselung, bei CrashPlan+ optional auch 448 Bit.
CrashPlan bietet für iOS, Android und Windows Phone eine App an, welche einen mobilen Zugang auf die gesicherten Daten ermöglicht.